# Obóz pracy przymusowej w Sędziszowie
Obóz pracy przymusowej w Sędziszowie (niem. Zwangsarbeitslager für Juden Sedziszów) – obóz pracy przymusowej w Sędziszowie na terenie Generalnego Gubernatorstwa.
Istniał od 1940 do końca 1942. Był przeznaczony dla kobiet i mężczyzn narodowości żydowskiej.